# 細胞診検体
細胞診検体（さいぼうしんけんたい）は細胞診検査や細胞診断を目的に人体から採取された検体のこと。施設によって異なるが7-9割がスクリーニング検体であり、残りは病変部検体である。検体をスライドガラスに薄く塗り、パパニコロー染色やギムザ染色などの染色を施して標本を作成し、採取された細胞を顕微鏡で観察する。
- スクリーニング検体は癌検診などで病気の発見を目的としている場合(screening)の細胞診検体。子宮頚癌検診では子宮頚部表面を擦過して得られた細胞をスライドガラスに塗沫して顕微鏡標本が作られる。肺深部から得られた喀痰をスライドガラスに塗沫した顕微鏡標本は肺癌検診で用いられる。検診等のために作製されたガラススライドを顕微鏡でくまなく観察し異常細胞がないか調べることをスクリーニングという。
- 病変部検体はしこりやこぶなどを注射針で穿刺吸引するなどして得られた細胞診検体。病変部検体は甲状腺や乳腺などの腫瘍性病変の細胞診断(diagnosis)に用いられる。病変部から採取された細胞を顕微鏡で見て良性か悪性かなどの病変部診断を行うのであり、病変の有無をスクリーニングしているのではない。
- 従来の細胞診では細胞採取したものを採取器具から直接スライドガラスに塗抹するが、採取器具から液状化検体として細胞を集め、液状物を塗抹する新しい技法(液状化検体細胞診)が開発されている。液状化検体細胞診はLBC(Liquid based cytology)の邦訳。医会分類等で記載された細胞診検体の作成方法であり、従来法にあった検体不適正や染色時コンタミネーションの克服を目指している。

## 解説
細胞診検体は採取が比較的容易であり、患者負担が少なく繰り返し検査が可能という利点がある。特徴所見がある場合は病理診断に匹敵する確定診断を得ることができる。
- 細胞診断で「陽性」は癌細胞または癌を疑う細胞がスライドガラス上に顕微鏡検査で検出されたこと（ClassⅣ、Ⅴに相当）であり、「陰性」は癌細胞または癌を疑う細胞が検出されなかったこと(ClassⅠ、Ⅱに相当)をさす。「疑陽性」(ぎようせい,suspicious for malignancy)は文字通り陽性を疑っていることであるが、細胞診での良悪鑑別困難病変も含まれている。

## 検体の評価
細胞診検査を実施するにあたり、最初に検体が適正であるかどうか評価される。これが細胞診断における、検体の評価であり、検体適正(けんたいてきせい、adequate specimen)と、検体不適正(けんたいふてきせい、inadequate specimen)に区分される。細胞診の専門用語。細胞診検査報告書や細胞診断書に記載されている(検体の評価について記載のない場合もある)。
「検体適正」は顕微鏡で観察するときに細胞診検査、細胞診断を行うのに十分な細胞が採取され、標本作製も良好であることを意味する。逆に、目的の細胞が得られていなかったり、細胞に挫滅が加わっていたりして、細胞について顕微鏡観察ができないことがあり、「検体不適正」という結果となる。検体不適正の場合、細胞診判定や陰性や陽性などの細胞診断はできない。
- 臓器や組織によって適正な細胞診検体採取方法が存在する。たとえば、内膜細胞診が液状検体として採取されることがあるが、検体を攪拌して標本作成するので、細胞が作る立体構造が攪拌によって壊れてしまい、正しい細胞診断が期待できない。内膜細胞診検体の採取方法が正しくないための検体不適正となる例である。

- 針で刺した細胞診検体での細胞診断結果を聞く場合は、「ちゃんと細胞は採れてましたか？」という問いかけも重要である。採取手技の巧さにも関係はあるものの、乳腺や甲状腺穿刺細胞診の検査では、しこりや腫瘤によっては細胞診検査を何度も受けることがある。検査結果を待つ間は非常に心配になるが、重要な検査であるからこそ、目的とする細胞が採れていない場合は、繰り返して検査することが必要なのである。検体不適正による頻回検査は細胞診検査が持つ特性であると理解すべきであろう。

- Class分類では検体の評価は判定結果の項目にない。乾燥のために細胞が読めないときに便宜的にClassⅢに分類したり、細胞が取れていないときにClassⅠやⅡすることも行われている。たとえば、(例1)ClassⅢの結果であったが、実は「挫滅していて細胞が読めず、癌細胞かどうか分からなかった」ので、再検を促すためにClassⅢとなっていた。(例2)ClassⅠ、癌細胞が見られませんでしたと説明されても、実は「細胞が標本にほとんど載っておらず、当然癌細胞もなかった」という意味であった。これらふたつの例は間違いではないものの、Class分類の中に検体不適正の結果が埋め込まれており、患者にとっては細胞診の結果を病変の診断としては信用できないことになる。検体評価が含まれていないことがClass分類が衰退することになった原因ともいえる。
- Class分類を用いている検査施設では、Class０(ｾﾞﾛ:検体に細胞がない)やClassX(ｴｯｸｽ:乾燥などで細胞が読めない)などを用いて検体の評価を表現したり、Class判定とは別に細胞所見の中で検体の評価を記述表現することも行われている。ClassⅢからClassXを分離し、ClassⅡからClass０を分離することができる。